# Йёнчёпинг (лен)
Лен Йёнчёпинг (швед. Jönköpings län) — лен, расположенный в центральной Швеции. Граничит с ленами Халланд, Вестра-Гёталанд, Эстергётланд, Кальмар и Крунуберг. Административный центр — город Йёнчёпинг.
В основном, занимает северо-западную часть исторической провинции Смоланд, однако небольшие участки территории относятся к провинции Вестергётланд.

## Административное деление
Лен состоит из 13 коммун:
1. Анебю, центр — Анебю,
2. Экшё, центр — Экшё,
3. Йиславед, центр — Йиславед,
4. Гнушё, центр — Гнушё,
5. Хабу, центр — Хабу,
6. Йёнчёпинг, центр — Йёнчёпинг,
7. Мулльшё, центр — Мулльшё,
8. Несшё, центр — Несшё,
9. Севшё, центр — Севшё,
10. Транос, центр — Транос,
11. Ваггерюд, центры — Ваггерюд и Шиллингарюд,
12. Ветланда, центр — Ветланда,
13. Вернаму, центр — Вернаму.

## Экономика
Йёнчёпинг расположен в средней части южной Швеции и является логистическим и демографическим центром Скандинавии. Это самая индустриализированная область в Скандинавии и считается наиболее благоприятной для коммерческой деятельности частью Швеции, часто называемой колыбелью предпринимательства. В Йёнчёпинге располагаются развитые региональные группы предприятий в таких областях как высокотехнологическое производство, деревообработка и полимерные технологии. Стратегическое расположение региона дает доступ к крупному рынку товаров и услуг и близкое расположение по отношению, как к поставщикам, так и к потребителям. Йёнчёпинг — это центр железнодорожных перевозок. Кроме того, в регионе действует международный аэропорт.
Множество крупных компаний, таких как Икеа и Электролюкс выбрало регион для расположения своих логистических центров в Скандинавии. Развитая инфраструктура позволяет проводить крупные международные встречи и форумы. Одним из наиболее известных международных форумов является Элмия, проводимых ежегодно в самом центре Йёнчёпинга.

## Известные жители и уроженцы
- Стиг Шёлин — шведский боксёр, бронзовый призёр летних Олимпийских игр в Хельсинки, чемпион Европы и Скандинавии родился в Värnamo (англ. Вернаму)[1]
- Свен Юханссон (англ. Sven Johansson) — шведский спортивный стрелок, бронзовый призёр Олимпиады-1980 (в категории малокалиберная винтовка из 3 положений на 50 м) родился в Värnamo (англ. Вернаму)[1]
- Анника Нессволд — шведская футболистка, игрок Олимпийской и Национальной сборных Швеции родилась в Värnamo (англ. Вернаму)[1]
- Стефан Ингварссон (швед. Stefan Ingvarsson) — шведский атлет, участник Олимпийских игр родился в Värnamo (англ. Вернаму)[1]